# Monogatari (cykl)
Monogatari (jap. 物語; dosł. „Opowieść”) – cykl light novel napisany przez Nisio Isina i zilustrowany przez tajwańskiego ilustratora Vofana, publikowany nakładem wydawnictwa Kōdansha pod imprintem Kodansha Box od sierpnia 2005. Opisuje historię Koyomiego Araragiego, ucznia trzeciej klasy liceum, który przeżył atak wampira i od tego czasu napotyka wszelkiego rodzaju zjawy, bogów, duchy i mityczne bestie. 
Na podstawie serii powstał serial anime, za produkcję którego odpowiada studio Shaft. First Season, obejmujący serie Bakemonogatari, Nisemonogatari i Nekomonogatari (kuro), był emitowany od lipca 2009 do grudnia 2012 i liczy łącznie 30 odcinków. Second Season, na który składają się Monogatari Series Second Season oraz Hanamonogatari, składa się z 28 odcinków emitowanych w okresie od lipca do grudnia 2013, natomiast Final Season obejmujący serie Tsukimonogatari, obie części Owarimonogatari i Zoku Owarimonogatari, liczy 42 odcinki, które emitowano od grudnia 2014 do czerwca 2019. Trylogia filmów anime zatytułowana Kizumonogatari, będąca prequelem serialu, została wydana w latach 2016–2017. W lipcu 2024 premierę miała seria ONA, która jest adaptacją Off & Monster Season.
Adaptacja w formie mangi, zatytułowanej Bakemonogatari, do której ilustracje wykonał Oh! great, ukazywała się na łamach magazynu „Shūkan Shōnen Magazine” wydawnictwa Kōdansha od marca 2018 do marca 2023. W Polsce jest ona wydawana przez Studio JG.

## Fabuła

### Oprawa serii
Większość bohaterek ma przedmiot, który symbolizuje ich zjawy, na przykład zszywacz Hitagi (szczypce kraba), plecak Mayoi (muszla ślimaka), ramię Surugi (ręka małpy), czapka i kurtka Nadeko (głowa i skóra węża) oraz czarno-żółty dres Karen (kolory pszczoły). Chociaż seria zawiera elementy fantastyki, horroru i akcji, koncentruje się głównie na relacjach i rozmowach między postaciami, które w dużym stopniu wykorzystują charakterystyczne dla Nisio Isina gry słów oraz metahumor.

### Opis fabuły
Seria Monogatari koncentruje się wokół Koyomiego Araragiego, ucznia trzeciej klasy liceum, który w większości odzyskał swoje człowieczeństwo po tym, jak na krótko stał się wampirem podczas przerwy wiosennej. Pewnego dnia, jego koleżanka z klasy, Hitagi Senjogahara, spada ze schodów w szkole prosto w ramiona Koyomiego. Ku jego zaskoczeniu odkrywa, że Hitagi, wbrew prawom fizyki, prawie nic nie waży. Pomimo groźby, żeby trzymał się z daleka, Koyomi oferuje jej swoją pomoc i przedstawia ją Meme Oshino, dziwnemu mężczyźnie w średnim wieku mieszkającemu w opuszczonej szkole, który pomógł mu odwrócić wampiryzm. Kiedy Koyomi pomaga rozwiązać problem Hitagi, ta postanawia zostać jego dziewczyną.
W miarę postępu serii Koyomi angażuje się w sprawy innych dziewcząt dotkniętych „osobliwościami”: dziewczynki imieniem Mayoi Hachikuji; jego młodszej koleżanki Surugi Kanbaru; Nadeko Sengoku, przyjaciółki jego sióstr; jego koleżanki z klasy Tsubasy Hanekawy; oraz jego młodszych sióstr Karen i Tsukihi. Aby poradzić sobie z tymi zjawami, które żywią się ludzkimi emocjami i często przybierają formy symbolizowane przez zwierzęta, Koyomi polega na nadprzyrodzonym wsparciu ze strony Oshino, a później także Shinobu, niegdyś potężnej, blondwłosej wampirzycy, która go zaatakowała, a później przybrała postać ośmioletniej dziewczynki.

## Bohaterowie

### Główni
- Koyomi Araragi (jap. 阿良々木 暦 Araragi Koyomi)

Seiyū: Hiroshi Kamiya 
Główny bohater i uczeń trzeciej klasy liceum, który oblewa wszystkie przedmioty oprócz matematyki. Po tym, jak został zaatakowany przez wampira podczas przerwy wiosennej i sam stał się wampirem, specjalista Meme Oshino pomaga mu ponownie stać się człowiekiem, chociaż zachowuje kilka utrzymujących się skutków ubocznych i wampirzych mocy, takich jak zwiększona regeneracja. W wyniku tego martwi się o swoją długość życia. Później okazuje się, że te skutki uboczne wynikają z więzi, którą dzieli z Shinobu. Zaczął spotykać się z Hitagi pod koniec wątku Ślimaka Mayoi. Chociaż pociągają go inne dziewczyny, odrzuca ich zaloty ze względu na swoją lojalność wobec Senjogahary. Inne postacie, szczególnie Mayoi i Hitagi, spekulują, że Koyomi jest loliconem.
- Hitagi Senjogahara (jap. 戦場ヶ原 ひたぎ Senjōgahara Hitagi)

Seiyū: Chiwa Saitō 
Główna bohaterka wątku Kraba Hitagi. Jest pozornie słabą dziewczyną, cierpiącą na „nieuleczalną chorobę”, która chodzi do tej samej klasy co Koyomi, ale rzadko się odzywa. W pierwszej klasie liceum napotkała gigantycznego kraba, który skradł jej wagę. Od tego czasu unika kontaktu z innymi i grozi każdemu, kto odkryje jej sekret. Stała się aspołeczna, a jej osobowość bardzo różni się od tej z czasów gimnazjum. Określa siebie mianem tsundere i często wypowiada się w sposób obraźliwy. Pod koniec wątku Ślimaka Mayoi przyznaje, że kocha Koyomiego i zostaje jego dziewczyną. Z czasem pokonuje wszystkie swoje traumy, stając się normalną i wesołą dziewczyną. Zaczyna zwracać się do Araragiego uroczym przezwiskiem, śmieje się z drobnych rzeczy i wysyła wiadomości pełne emotikonów. Chociaż nadal używa ostrego języka, jest on bardziej stonowany.
- Mayoi Hachikuji (jap. 八九寺 真宵 Hachikuji Mayoi)

Seiyū: Emiri Katō 
Główna bohaterka wątku Ślimaka Mayoi. Jest duchem uczennicy piątej klasy podstawówki, która zginęła w wypadku drogowym, próbując dotrzeć do domu swojej matki, i od tego czasu bezskutecznie próbuje tam dotrzeć. Nosi duży różowy plecak z jej nazwiskiem. Koyomi spotyka ją w parku podczas Dnia Matki i oferuje pomoc w znalezieniu drogi do celu, do którego jednak nie udaje im się dotrzeć, rzekomo z powodu „ślimaka”. Później okazuje się, że to ona sama jest ślimakiem i że Koyomi podążał za nią, ponieważ sam nie chciał wracać do domu. Z pomocą Meme i Hitagi udaje się jej odnaleźć drogę, a gdy zaznaje spokoju, rozpływa się w błysku światła, jednak później pojawia się ponownie jako „błądzący duch”. Mayoi często popełnia błędy ortograficzne i ma zwyczaj błędnego wymawiania nazwiska Koyomiego. Jej nazwisko przed rozwodem rodziców brzmiało Tsunade (綱手).
- Suruga Kanbaru (jap. 神原 駿河 Kanbaru Suruga)

Seiyū: Miyuki Sawashiro 
Główna bohaterka wątku Małpy Surugi. Jest młodszą koleżanką Koyomiego, gwiazdą szkolnej drużyny koszykówki i jedną z dawnych znajomych Hitagi z gimnazjum. Zaraz po rozpoczęciu liceum, odkryła sekret Hitagi, wskutek czego ta jej groziła, tak jak Koyomiemu. Otwarcie przyznaje się do bycia lesbijką, fujoshi, loliconem i masochistką. W podstawówce odziedziczyła magiczny artefakt po swojej matce, „małpią łapę” spełniającą trzy życzenia właściciela, która w rzeczywistości okazała się być łapą demona. Po spełnieniu trzeciego życzenia, na jej lewym ramieniu zaczęła rosnąć małpia łapa. Zaczęła prześladować Koyomiego, kiedy odkryła, że spotyka się z Hitagi. Po tym, jak Koyomi uwolnił ją od klątwy, zaprzyjaźnia się z nim i Hitagi. Zaczyna też zapuszczać włosy.
- Nadeko Sengoku (jap. 千石 撫子 Sengoku Nadeko)

Seiyū: Kana Hanazawa 
Główna bohaterka wątku Węża Nadeko. Jest przyjaciółką Tsukihi z czasów podstawówki. Ma nieśmiałą osobowość, często patrzy w dół, zasłania oczy grzywką i łatwo ją rozbawić. Koyomi często się z nią bawił, gdy odwiedzała jego dom po zaproszeniu przez jego siostry. Nadeko zostaje przeklęta przez swoją koleżankę z klasy, co sprawia, że niewidzialny wąż zaczyna ją dusić, dopóki Koyomi tego nie odkrywa i postanawia jej pomóc. Okazuje się, że dusiły ją dwa węże. Jeden z nich został rzucony przez chłopaka, którego Nadeko odrzuciła, a drugi przez dziewczynę, która była w nim zakochana. Koyomi zdołał pozbyć się pierwszego węża, ale nie udało mu się usunąć drugiego. Wąż wrócił więc do chłopaka, który ją przeklął, przeklinając jego zamiast Nadeko. Nazywa Araragiego „Koyomi-onii-chan” i wydaje się być w nim zakochana.
- Tsubasa Hanekawa (jap. 羽川 翼 Hanekawa Tsubasa)

Seiyū: Yui Horie 
Główna bohaterka wątku Kota Tsubasy. Chodzi do tej samej klasy co Koyomi i jest jej przewodniczącą. Podczas Złotego Tygodnia zostaje opętana przez bakeneko z powodu stresu związanego z jej sytuacją rodzinną. Chociaż problem zostaje rozwiązany dzięki pomocy Shinobu, kosztem utraty wspomnień Tsubasy, pojawia się ponownie tuż przed szkolnym festiwalem. Tym razem przyczyną stresu są jej uczucia wobec Koyomiego, który zaczął spotykać się z Hitagi. Ponownie, interwencja Shinobu pozwala Tsubasie wrócić do normalności. Gdy Tsubasa zmienia się w Black Hanekawę, jej włosy stają się białe, a na głowie pojawiają się kocie uszy.
- Karen Araragi (jap. 阿良々木 火憐 Araragi Karen)

Seiyū: Eri Kitamura 
Główna bohaterka wątku Pszczoły Karen i jedna z sióstr Koyomiego. Jest starsza od Tsukihi i lubi aktywności na świeżym powietrzu. Pomimo bycia młodszą, jest wyższa od Koyomiego, co go nieco irytuje. W poświęconym jej wątku jej porywcza osobowość oraz skłonność do działania bez zastanowienia prowadzą do użądlenia przez pszczołę, co skutkuje zatruciem i dotkliwą gorączką, która trwa przez trzy dni. Podobnie jak Hitagi, odmawia pomocy od innych, co ostatecznie prowadzi do jej walki z Koyomim. Później okazuje się, że cała sytuacja została zaaranżowana przez Kaikiego. Karen i Tsukihi noszą przydomek „Ogniste Siostry z drugiego gimnazjum Tsuganoki”.
- Tsukihi Araragi (jap. 阿良々木 月火 Araragi Tsukihi)

Seiyū: Yuka Iguchi 
Główna bohaterka wątku Feniksa Tsukihi i jedna z sióstr Koyomiego. Jest najmłodszą członkinią rodziny Araragich. W przeciwieństwie do swojej siostry Karen, Tsukihi woli spędzać czas w domu. Wbrew swojej osobowości, często zmienia fryzurę i jest porywcza do tego stopnia, że Koyomi opisuje ją jako histeryczkę. W przeciwieństwie do Karen, nie była tak zaangażowana w dążenie do sprawiedliwości i tylko wykorzystywała wizję siostry, by móc się wyszaleć. W rzeczywistości jest reinkarnacją feniksa, który wszedł w jej ciało jeszcze w łonie matki, łącząc umysły obu istot w jedność. Tsukihi jest nieśmiertelna, choć może umrzeć naturalną śmiercią ze starości. W dzieciństwie, w wyniku jednego z wybryków „Ognistych Sióstr”, spadła z budynku, co poskutkowało powstaniem blizn, które jednak zniknęły z czasem. Karen i Tsukihi miały być bliźniaczkami, ale ze względu na opętanie Tsukihi przez feniksa, urodziła się ona kilka miesięcy później.
- Shinobu Oshino (jap. 忍野 忍 Oshino Shinobu)

Seiyū: Maaya Sakamoto 
Dziewczyna, która mieszka z Meme w opuszczonym budynku. Wygląda na ośmioletnią dziewczynkę, ale pierwotnie była wampirzycą o imieniu Kiss-shot Acerola-orion Heart-under-blade, żyjącą ponad 500 lat. Po wydarzeniach z wątku Wampira Koyomiego utraciła swoje moce i cechy pierwotnej osobowości, w związku z czym musiała porzucić swoje poprzednie imię. Od tego momentu, by przetrwać, odżywia się sporadycznie, wysysając krew Koyomiego. Meme nadał jej imię Shinobu (忍), sugerując że kanji jej imienia, które zawiera „serce” (心) pod „ostrzem” (刃), pasuje do jej pierwotnej osobowości i nawiązuje do prawdziwego imienia (Heart-under-blade). Shinobu początkowo nie rozmawia z nikim aż do wątku Pszczoły Karen. W wątku Kota Tsubasy zaczyna mieszkać w cieniu Araragiego, po tym jak została zabrana z Mister Donut. Między Shinobu a Koyomim tworzy się silna więź, dzięki której dzielą swoje emocje i zmysły.
- Yotsugi Ononoki (jap. 斧乃木 余接 Ononoki Yotsugi)

Seiyū: Saori Hayami 
Yotsugi jest shikigami Yozuru, którą uważa za swoją siostrę. Ma stoicką osobowość i zawsze mówi o sobie używając męskiego zaimka osobowego „boku”. Posiada umiejętność o nazwie Unlimited Rulebook, która pozwala jej zmieniać kształt swojego palca. Jej imię zostało wybrane przez Kaikiego, ponieważ Yozuru nie miała odwagi, aby związać Yotsugi. Kiedyś była człowiekiem, ale została wskrzeszona jako tsukumogami przez pół tuzina genialnych specjalistów (w tym Kaikiego i Yozuru) w ramach szkolnego projektu. Wszyscy mieli nad nią pewną władzę, ale większość z nich zrezygnowała ze swoich roszczeń. Yotsugi postanowiła uznać Yozuru za swoją mistrzynię, a w zamian stała się jej partnerką w walce. Jednak jako shikigami nie doznaje żadnych trwałych obrażeń.
- Ogi Oshino (jap. 忍野 扇 Oshino Ōgi)

Seiyū: Maaya Sakamoto 
Tajemnicza dziewczyna, która twierdzi, że jest siostrzenicą Meme Oshino. Kaiki wspomina jednak w drugim sezonie, że Meme Oshino nie miał żadnej rodziny, więc prawdziwość jej twierdzeń jest niepewna. Jest główną przyczyną przemiany Nadeko w wężowego boga, ponieważ ujawniła informacje o miejscu ukrycia talizmanu. Jest również odpowiedzialna za domniemaną śmierć Kaikiego, przekazując dawnej ofierze jego oszustwa informacje o jego miejscu pobytu. Wydaje się, że jest w pewien sposób pośrednio związana z losem Hachikuji, ponieważ pojawiła się w tym samym czasie co czarny obiekt, który poskutkował przejściem Hachikuji do następnego świata.
- Sodachi Oikura (jap. 老倉 育 Oikura Sodachi)

Seiyū: Marina Inoue 

### Poboczni
- Meme Oshino (jap. 忍野 メメ Oshino Meme)

Seiyū: Takahiro Sakurai 
- Deishu Kaiki (jap. 貝木 泥舟 Kaiki Deishū)

Seiyū: Shin’ichirō Miki 
- Yozuru Kagenui (jap. 影縫 余弦 Kagenui Yozuru)

Seiyū: Ryōko Shiraishi 
- Izuko Gaen (jap. 臥煙 伊豆湖 Gaen Izuko)

Seiyū: Satsuki Yukino 
- Episode (jap. エピソード Episōdo)

Seiyū: Hiroshi Kamiya 
- Deathtopia Virtuoso Suicide-Master (jap. デストピア・ヴィルトゥオーゾ・スーサイドマスター Desutopia Virutuōso Sūsaidomasutā)

Seiyū: Rika Fukami 
- Meniko Hamukai (jap. 食飼 命日子 Hamukai Meniko)

Seiyū: Momo Asakura 

## Light novel
Początkowo seria składała się z trzech opowiadań, napisanych przez Nisio Isina, które zostały opublikowane w trzech numerach czasopisma „Mephisto” wydawnictwa Kōdansha. Kolejno: Hitagi Crab (jap. ひたぎクラブ) ukazał się we wrześniowym numerze w 2005 roku, Mayoi Maimai (jap. まよいマイマイ) w styczniowym numerze w 2006 roku oraz Suruga Monkey (jap. するがモンキー) w majowym numerze w 2006 roku. Opowiadania te zostały zebrane pod wspólnym tytułem Bakemonogatari (jap. 化物語) i wydane 2 listopada 2006 roku. Ilustracje do serii wykonuje Vofan.
| Nr | Tytuł                                      | Data wydania (język japoński) | ISBN (język japoński)  |
| -- | ------------------------------------------ | ----------------------------- | ---------------------- |
| 1  | Bakemonogatari (Jō) (jap. 化物語（上）)    | 2 listopada 2006              | ISBN 978-4-06-283602-9 |
| 2  | Bakemonogatari (Ge) (jap. 化物語（下）)    | 5 grudnia 2006                | ISBN 978-4-06-283607-4 |
| 3  | Kizumonogatari (jap. 傷物語)               | 8 maja 2008                   | ISBN 978-4-06-283663-0 |
| 4  | Nisemonogatari (Jō) (jap. 偽物語（上）)    | 2 września 2008               | ISBN 978-4-06-283679-1 |
| 5  | Nisemonogatari (Ge) (jap. 偽物語（下）)    | 11 czerwca 2009               | ISBN 978-4-06-283702-6 |
| 6  | Nekomonogatari (Kuro) (jap. 猫物語（黒）)  | 29 lipca 2010                 | ISBN 978-4-06-283748-4 |
| 7  | Nekomonogatari (Shiro) (jap. 猫物語（白）) | 28 października 2010          | ISBN 978-4-06-283758-3 |
| 8  | Kabukimonogatari (jap. 傾物語)             | 25 grudnia 2010               | ISBN 978-4-06-283767-5 |
| 9  | Hanamonogatari (jap. 花物語)               | 30 marca 2011                 | ISBN 978-4-06-283771-2 |
| 10 | Otorimonogatari (jap. 囮物語)              | 29 czerwca 2011               | ISBN 978-4-06-283776-7 |
| 11 | Onimonogatari (jap. 鬼物語)                | 29 września 2011              | ISBN 978-4-06-283781-1 |
| 12 | Koimonogatari (jap. 恋物語)                | 21 grudnia 2011               | ISBN 978-4-06-283792-7 |
| 13 | Tsukimonogatari (jap. 憑物語)              | 27 września 2012              | ISBN 978-4-06-283812-2 |
| 14 | Koyomimonogatari (jap. 暦物語)             | 21 maja 2013                  | ISBN 978-4-06-283837-5 |
| 15 | Owarimonogatari (Jō) (jap. 終物語（上）)   | 22 października 2013          | ISBN 978-4-06-283857-3 |
| 16 | Owarimonogatari (Chū) (jap. 終物語（中）)  | 30 stycznia 2014              | ISBN 978-4-06-283861-0 |
| 17 | Owarimonogatari (Ge) (jap. 終物語（下）)   | 2 kwietnia 2014               | ISBN 978-4-06-283868-9 |
| 18 | Zoku Owarimonogatari (jap. 続・終物語)     | 18 września 2014              | ISBN 978-4-06-283878-8 |
| 19 | Orokamonogatari (jap. 愚物語)              | 6 października 2015           | ISBN 978-4-06-283889-4 |
| 20 | Wazamonogatari (jap. 業物語)               | 14 stycznia 2016              | ISBN 978-4-06-283892-4 |
| 21 | Nademonogatari (jap. 撫物語)               | 28 lipca 2016                 | ISBN 978-4-06-283898-6 |
| 22 | Musubimonogatari (jap. 結物語)             | 12 stycznia 2017              | ISBN 978-4-06-283900-6 |
| 23 | Shinobumonogatari (jap. 忍物語)            | 20 lipca 2017                 | ISBN 978-4-06-283902-0 |
| 24 | Yoimonogatari (jap. 宵物語)                | 14 czerwca 2018               | ISBN 978-4-06-511992-1 |
| 25 | Amarimonogatari (jap. 余物語)              | 17 kwietnia 2019              | ISBN 978-4-06-515225-6 |
| 26 | Ōgimonogatari (jap. 扇物語)                | 28 października 2020          | ISBN 978-4-06-521158-8 |
| 27 | Shinomonogatari (Jō) (jap. 死物語（上）)   | 19 sierpnia 2021              | ISBN 978-4-06-524454-8 |
| 28 | Shinomonogatari (Ge) (jap. 死物語（下）)   | 19 sierpnia 2021              | ISBN 978-4-06-524455-5 |
| 29 | Ikusamonogatari (jap. 戦物語)              | 17 maja 2023                  | ISBN 978-4-06-531262-9 |

## Anime

### First Season
Adaptacja anime Bakemonogatari została zapowiedziana w kwietniu 2008. Była emitowana od 3 lipca do 25 września 2009 na antenie Tokyo MX. 15-odcinkowy serial został zanimowany przez studio Shaft i wyreżyserowany przez Akiyukiego Shinbō i Tatsuyę Oishiego. Za scenariusz odpowiadali Shinbō i pracownicy studia wymienieni pod wspólnym pseudonimem Fuyashi Tō, projekty postaci oparte na oryginalnych konceptach Vofana przygotował Akio Watanabe, a muzykę skomponował Satoru Kōsaki. Tylko pierwsze 12 odcinków zostało wyemitowanych w telewizji; pozostałe trzy odcinki zostały udostępnione na stronie internetowej anime między 3 listopada 2009 a 25 czerwca 2010.
11-odcinkowa adaptacja anime Nisemonogatari była emitowana od 8 stycznia do 18 marca 2012. Zrealizowana została przez tę samą ekipę co Bakemonogatari, jednak Tomoyuki Itamura zastąpił Tatsuyę Oishiego na stanowisku reżysera. 4-odcinkowy telewizyjny serial anime Nekomonogatari (kuro) został wyemitowany w całości 31 grudnia 2012.

### Second Season
26-odcinkowy telewizyjny serial anime, zatytułowany Monogatari Series Second Season, obejmuje pięć powieści od Nekomonogatari (shiro) do Koimonogatari. Jego emisja trwała od 7 lipca do 29 grudnia 2013. Naoyuki Tatsuwa i Yuki Yase pełnili funkcję reżyserów serii odpowiednio dla wątków Kabukimonogatari i Onimonogatari, pod nadzorem Itamury i Shinbō. Ze względu na problemy produkcyjne, pięć odcinków Second Season, adaptujących wątek Hanamonogatari, zostało opóźnionych i wyemitowanych jako maraton 16 sierpnia 2014.

### Final Season
4-odcinkowa adaptacja powieści Tsukimonogatari została wyemitowana w maratonie 31 grudnia 2014. 12-odcinkowy telewizyjny serial anime adaptujący dwie z trzech części Owarimonogatari, nadawano między 3 października a 19 grudnia 2015. Internetowy serial anime oparty na powieści Koyomimonogatari został udostępniony w App Store i Google Play 9 stycznia 2016. W dniach 12 i 13 sierpnia 2017 wyemitowano 7-odcinkowy telewizyjny serial anime, który adaptuje trzecią część Owarimonogatari. Adaptacja Zoku Owarimonogatari miała swoją premierę w kinach 10 listopada 2018, natomiast w telewizji była emitowana między 18 maja a 22 czerwca 2019, licząc łącznie 6 odcinków.

### Off & Monster Season
W styczniu 2024 ogłoszono adaptację zarówno Off Season, jak i Monster Season. Animacją ponownie zajęło się studio Shaft, postacie zaprojektował Akio Watanabe, za scenariusz odpowiadali Akiyuki Shinbō i Fuyashi Tō, natomiast na stanowisku reżysera do Shinbō dołączyła Midori Yoshizawa. Premiera odbyła się 6 lipca 2024 w serwisie Abema.

### Ścieżka dźwiękowa
| Seria                           | Odcinki        | Tytuł                                                 | Wykonawca                     | Źródło   |
| Czołówka                        | Czołówka       | Czołówka                                              | Czołówka                      | Czołówka |
| ------------------------------- | -------------- | ----------------------------------------------------- | ----------------------------- | -------- |
| Bakemonogatari                  | 2, 6–7 i 11–12 | „Staple Stable”                                       | Chiwa Saitō                   | [ 60 ]   |
| Bakemonogatari                  | 4              | „Kaerimichi” (jap. 帰り道)                            | Emiri Katō                    | [ 60 ]   |
| Bakemonogatari                  | 8              | „Ambivalent World”                                    | Miyuki Sawashiro              | [ 60 ]   |
| Bakemonogatari                  | 10             | „Ren’ai Circulation” (jap. 恋愛サーキュレーション)    | Kana Hanazawa                 | [ 60 ]   |
| Bakemonogatari                  | 14–15          | „Sugar Sweet Nightmare”                               | Yui Horie                     | [ 60 ]   |
| Nisemonogatari                  | 1, 3           | „Futakotome” (jap. 二言目)                            | Chiwa Saitō                   | [ 61 ]   |
| Nisemonogatari                  | 2, 5–6         | „Marshmallow Justice”                                 | Eri Kitamura                  | [ 61 ]   |
| Nisemonogatari                  | 8–10           | „Platinum Disco” (jap. 白金ディスコ)                  | Yuka Iguchi                   | [ 61 ]   |
| Nekomonogatari (kuro)           | 1–4            | „Perfect Slumbers”                                    | Yui Horie                     | [ 62 ]   |
| Monogatari Series Second Season | 1–2 i 4        | „Chocolate Insomnia”                                  | Yui Horie                     | [ 63 ]   |
| Monogatari Series Second Season | 8–9            | „Happy Bite”                                          | Emiri Katō                    | [ 63 ]   |
| Monogatari Series Second Season | 12, 14         | „Mōsō♡Express” (jap. もうそう♡えくすぷれす)           | Kana Hanazawa                 | [ 63 ]   |
| Monogatari Series Second Season | 17–20          | „White Lies”                                          | Mito                          | [ 63 ]   |
| Monogatari Series Second Season | 21–23          | „Fast Love”                                           | Chiwa Saitō                   | [ 63 ]   |
| Monogatari Series Second Season | 23–25          | „Kogarashi Sentiment” (jap. 木枯らしセンティメント)   | Chiwa Saitō, Shin’ichirō Miki | [ 63 ]   |
| Hanamonogatari                  | 1–5            | „The Last Day of My Adolescence”                      | Miyuki Sawashiro              | [ 64 ]   |
| Tsukimonogatari                 | 1–4            | „Orange Mint” (jap. オレンジミント)                   | Saori Hayami                  | [ 65 ]   |
| Owarimonogatari                 | 1              | „Decent Black”                                        | Kaori Mizuhashi               | [ 66 ]   |
| Owarimonogatari                 | 2–3, 5         | „Mathemagics”                                         | Marina Inoue                  | [ 66 ]   |
| Owarimonogatari                 | 4–6            | „Yūdachi hōteishiki” (jap. 夕立方程式)                | Marina Inoue                  | [ 66 ]   |
| Owarimonogatari                 | 7–9, 11        | „Mein Schatz”                                         | Mito                          | [ 66 ]   |
| Owarimonogatari 2nd Season      | 1–2            | „Terminal Terminal”                                   | Emiri Katō                    | [ 67 ]   |
| Owarimonogatari 2nd Season      | 3–4            | „Dreamy Date Drive”                                   | Chiwa Saitō                   | [ 67 ]   |
| Owarimonogatari 2nd Season      | 5–7            | „Dark Cherry Mystery”                                 | Kaori Mizuhashi               | [ 67 ]   |
| Zoku Owarimonogatari            | 1–6            | „07734”                                               | Hiroshi Kamiya                | [ 68 ]   |
| Off & Monster Season            | 3–6            | „Caramel Ribbon Cursetard”                            | Kana Hanazawa, Saori Hayami   | [ 69 ]   |
| Napisy końcowe                  |                |                                                       |                               |          |
| Bakemonogatari                  | 1–15           | „Kimi no shiranai monogatari” (jap. 君の知らない物語) | Nagi Yanagi                   | [ 70 ]   |
| Nisemonogatari                  | 1—11           | „Naisho no hanashi” (jap. ナイショの話)               | ClariS                        | [ 71 ]   |
| Nekomonogatari (kuro)           | 1–4            | „Kieru Daydream” (jap. 消えるdaydream)                | Marina Kawano                 | [ 72 ]   |
| Monogatari Series Second Season | 1–10           | „Ai o utae” (jap. アイヲウタエ)                       | Luna Haruna                   | [ 63 ]   |
| Monogatari Series Second Season | 11             | „Kimi no shiranai monogatari” (jap. 君の知らない物語) | Nagi Yanagi                   | [ 63 ]   |
| Monogatari Series Second Season | 12–20          | „Sono koe o oboeteru” (jap. その声を覚えてる)         | Marina Kawano                 | [ 63 ]   |
| Monogatari Series Second Season | 21–25          | „Snowdrop”                                            | Luna Haruna, Marina Kawano    | [ 63 ]   |
| Hanamonogatari                  | 1–5            | „Hana ato -shirushi-” (jap. 花痕 -shirushi-)          | Marina Kawano                 | [ 73 ]   |
| Tsukimonogatari                 | 1–4            | „Border”                                              | ClariS                        | [ 74 ]   |
| Owarimonogatari                 | 1–12           | „Sayonara no yukue” (jap. さよならのゆくえ)           | Alisa Takigawa                | [ 75 ]   |
| Koyomimonogatari                | 1–12           | „Whiz”                                                | TrySail                       | [ 76 ]   |
| Owarimonogatari 2nd Season      | 1–7            | „SHIORI”                                              | ClariS                        | [ 77 ]   |
| Zoku Owarimonogatari            | 1–6            | „Azure”                                               | TrySail                       | [ 68 ]   |
| Off & Monster Season            | 1–             | „Undead”                                              | Yoasobi                       | [ 78 ]   |

## Filmy kinowe
Na podstawie powieści Kizumonogatari, będącej prequelem Bakemonogatari, powstała seria trzech filmów animowanych. Pierwszy z nich, Kizumonogatari I: Tekketsu-hen, zadebiutował 8 stycznia 2016. Drugi film, Kizumonogatari II: Nekketsu-hen, miał premierę 19 sierpnia 2016, natomiast trzeci i ostatni film, Kizumonogatari III: Reiketsu-hen, został wydany 6 stycznia 2017.
12 stycznia 2024 premierę miał film kompilacyjny zatytułowany Kizumonogatari: Koyomi Vamp.

## Manga
10 stycznia 2018 Nisio Isin poinformował za pośrednictwem Twittera, że część Bakemonogatari zostanie zaadaptowana w formie mangi. 13 lutego tego samego roku wydawnictwo Kōdansha opublikowało trzy ilustracje z postaciami z serii i urządziło konkurs na odgadnięcie, kto został ilustratorem mangi. 28 lutego ogłoszono, że tym artystą jest Oh! great.
Pierwszy rozdział serii ukazał się 14 marca 2018 w magazynie „Shūkan Shōnen Magazine” wydawnictwa Kōdansha. Manga była również wydawana w formie tomików, w dwóch wersjach: zwykłej i specjalnej. Pierwszy tom edycji specjalnej zawiera dodatkowo opowiadanie napisane przez Nisio Isina oraz one-shot autorstwa Oh! great, zatytułowany Bake „mono” gatari (jap. 化“者”語), a także kolorowe ilustracje wykonane przez Hiro Mashimę, Atsushiego Ōkubo i Yōsuke Kanedę.
Manga weszła w fazę finałową wraz z rozdziałem opublikowanym 17 lipca 2019. 31 lipca tego samego roku nie ukazał się nowy rozdział, a na oficjalnym Twitterze mangi poinformowano, że wydawanie zostało tymczasowo zawieszone ze względu na chorobę autora ilustracji. 21 sierpnia podano, że publikacja serii zostanie wznowiona 4 września 2019. Ostatni rozdział ukazał się 15 marca 2023.
W Polsce licencję na wydanie mangi wykupiło Studio JG.
| Nr | Język japoński       | Język japoński         | Język polski     | Język polski           |
| Nr | Data wydania         | ISBN                   | Data wydania     | ISBN                   |
| -- | -------------------- | ---------------------- | ---------------- | ---------------------- |
| 1  | 15 czerwca 2018      | ISBN 978-4-06-511617-3 | 15 maja 2019     | ISBN 978-83-8001-418-3 |
| 2  | 17 sierpnia 2018     | ISBN 978-4-06-512333-1 | 29 sierpnia 2019 | ISBN 978-83-8001-470-1 |
| 3  | 16 listopada 2018    | ISBN 978-4-06-513313-2 | 30 stycznia 2020 | ISBN 978-83-8001-525-8 |
| 4  | 17 stycznia 2019     | ISBN 978-4-06-513938-7 | 30 lipca 2020    | ISBN 978-83-8001-597-5 |
| 5  | 17 kwietnia 2019     | ISBN 978-4-06-514889-1 | 30 stycznia 2021 | ISBN 978-83-8001-643-9 |
| 6  | 17 lipca 2019        | ISBN 978-4-06-515314-7 | 20 czerwca 2021  | ISBN 978-83-8001-729-0 |
| 7  | 17 października 2019 | ISBN 978-4-06-517166-0 | 31 marca 2022    | ISBN 978-83-8001-839-6 |
| 8  | 17 lutego 2020       | ISBN 978-4-06-518172-0 | 9 września 2022  | ISBN 978-83-8001-961-4 |
| 9  | 15 maja 2020         | ISBN 978-4-06-518853-8 | 31 stycznia 2023 | ISBN 978-83-8257-046-5 |
| 10 | 17 sierpnia 2020     | ISBN 978-4-06-520334-7 | 30 czerwca 2023  | ISBN 978-83-8257-189-9 |
| 11 | 17 listopada 2020    | ISBN 978-4-06-521256-1 | 29 marca 2024    | ISBN 978-83-8257-336-7 |
| 12 | 17 lutego 2021       | ISBN 978-4-06-522070-2 | 30 sierpnia 2024 | ISBN 978-83-8257-525-5 |
| 13 | 17 maja 2021         | ISBN 978-4-06-523142-5 | —                |                        |
| 14 | 17 sierpnia 2021     | ISBN 978-4-06-524481-4 | —                |                        |
| 15 | 17 listopada 2021    | ISBN 978-4-06-526005-0 | —                |                        |
| 16 | 17 lutego 2022       | ISBN 978-4-06-526895-7 | —                |                        |
| 17 | 17 maja 2022         | ISBN 978-4-06-527912-0 | —                |                        |
| 18 | 17 sierpnia 2022     | ISBN 978-4-06-528659-3 | —                |                        |
| 19 | 17 listopada 2022    | ISBN 978-4-06-529635-6 | —                |                        |
| 20 | 17 stycznia 2023     | ISBN 978-4-06-530347-4 | —                |                        |
| 21 | 16 marca 2023        | ISBN 978-4-06-530921-6 | —                |                        |
| 22 | 17 maja 2023         | ISBN 978-4-06-531575-0 | —                |                        |

## Nagrody
| Rok  | Ceremonia            | Kategoria              | Nominacja                                        | Rezultat        | Źródło  |
| ---- | -------------------- | ---------------------- | ------------------------------------------------ | --------------- | ------- |
| 2012 | Newtype Anime Awards | Najlepsze anime        | Nisemonogatari                                   | Trzecie miejsce | [ 147 ] |
| 2012 | Newtype Anime Awards | Najlepsza postać męska | Koyomi Araragi (Nisemonogatari)                  | Drugie miejsce  | [ 147 ] |
| 2012 | Newtype Anime Awards | Najlepszy reżyser      | Akiyuki Shinbo (Nisemonogatari)                  | Trzecie miejsce | [ 147 ] |
| 2013 | Newtype Anime Awards | Najlepsza postać męska | Koyomi Araragi (Monogatari Series Second Season) | Drugie miejsce  | [ 148 ] |